# Der Sekretär
Der Sekretär ist ein Dokumentarfilm des DEFA-Studios für Wochenschau und Dokumentarfilme von Jürgen Böttcher aus dem Jahr 1967.

## Handlung
Im Chemiekombinat Buna in Schkopau arbeiten sehr viele Frauen und auch der Parteifunktionär Gerhard Grimmer, von allen nur „Der Sekretär“ genannt. Das Werk ist sehr groß und man kommt nur mit einem Fahrrad richtig voran. So sieht man auch Gerhard Grimmer das erste Mal im Film, mit einer einfachen Joppe und mit einer Schiebermütze bekleidet. Er ist ein Arbeiter geblieben, wie die anderen, einer, der ihre Sprache spricht, auch wenn er jetzt Parteisekretär der SED ist.
Ursprünglich begann Gerhard Grimmer, als Sohn einer Bergarbeiterfamilie, mit 15 Jahren im Bergwerk zu arbeiten. Hier war er, bis 1950 festgestellt wurde, dass er aus gesundheitlichen Gründen nicht mehr im Bergbau bleiben kann, tätig. Dann übernahm er mit seiner Frau eine Neubauernstelle, die er von der SED vermittelt bekam. Doch damit war 1952 schon wieder Schluss, denn die Landwirtschaftlichen Produktionsgenossenschaften wurden gegründet und als Genosse musste er als einer der ersten mit eintreten, obwohl er erst nicht wollte. 1957 begann er in der Karbidproduktion bei Buna zu arbeiten. Die Arbeit war so schwer, dass er sich Gedanken machte und eine Maschine entwickelte, die die Arbeit vereinfachte und vier Arbeitskräfte einsparte. Diese wurde sogar als Patent angemeldet. Obwohl der Erfolg von vielen angezweifelt wurde, brachte er doch einen Millionengewinn.
1961 kam Gerhard Grimmer als Parteisekretär in den Betriebsteil Kautschukaufbereitung des Kombinates Buna. Hier sind 1000 Mitarbeiter, davon 700 Frauen, in 16 Betriebsteilen, in 3 Schichten beschäftigt. Um diese Kollegen muss er sich kümmern und nicht nur um die Parteimitglieder. Sein Büro, welches er sich mit der FDJ-Sekretärin teilt, ist einfach eingerichtet. Doch hier ist er seltener anzutreffen, da er sich meistens an den Brennpunkten aufhält. Als er in diesen Bereich kam, musste er sich erst einmal mit der Kautschukaufbereitung beschäftigen, um mitreden zu können. Jetzt ist er so weit, dass seine Meinung akzeptiert wird. Zu Beginn des Films beschäftigt ihn gerade das Problem, dass viele der Frauen nicht in einen neuen Produktionsbereich versetzt werden wollen und lieber kündigen. Im Gespräch mit dem Personalchef versucht Gerhard Grimmer sich für diese Frauen einzusetzen und hinter die Ursachen der Ablehnungen zu kommen.
Am Anfang der Dreharbeiten sträubte sich der Sekretär gefilmt zu werden. Doch viele positive Äußerungen seiner Kollegen überzeugten ihn doch mitzumachen. Immer wieder ist er in Gesprächen mit den Frauen zu sehen. Sie wissen, dass er sich für sie einsetzt. Er ist beliebt, kümmert sich um das Arbeitsklima, die Weiterbildung der Frauen und ist auch ein wenig Psychologe.

## Produktion
Der Sekretär wurde unter den Arbeitstiteln Ein Tag wie heute, Parteisekretär Gerhard Grimmer, Chemiekombinat Buna und Notizen über die Arbeit eines Parteisekretärs in Buna von der Künstlerischer Arbeitsgruppe IV – Schulenburg als Schwarzweißfilm gedreht und hatte am 2. Juni 1967 seine Uraufführung.